# サタ☆スマ
『サタ☆スマ』は、1999年4月17日から2002年3月23日にかけてフジテレビ系列で放送されたバラエティ番組。毎週土曜日の放送で、出演は当時SMAPの中居正広と香取慎吾。番組名はサタデースマップの略からきている。
テレビ欄の表記上は「サタ・スマ」。1998年10月から1999年3月まで放送された前身番組『サタスマ』に、「『サタスマ』だと画数的に悪い」という理由で一画☆を付け足し、1999年4月から番組内容を一掃し『サタ☆スマ』としてスタートした。

## 概要
「人生応援番組」として出会いをモットーとし、オープニングでは初回から最終回まで、必ず「サタ☆スマは、人生を応援します」という山下達郎のナレーションが流れた。番組宣伝の最後の部分でも流れていた。
オープニングは中居のテンションが低すぎるほどの声で「えー今週もサタ☆スマの時間がやってまいりました」の言葉で始まっていた。テーブルと椅子のみのシンプルな移動式セットで、編集された自分たちのVTRを見ていく形式で進行された。2001年10月20日から最終回までのセットは移動式のこたつとなった。
1999年の『27時間テレビ』内では「よる☆スマ」として放送された。
初回視聴率は11.1%で、あまり良い数字とはいえなかったが、「慎吾ママ」や「怒られ侍」、「赤ちゃんあずかります」や「グチ電鉄（→人生相談鉄道）」などといった人気コーナーが定着し、番組認知度と共に視聴率も上昇。2000年には20%を上回ることもあった。中でも香取による「慎吾ママ」は人気を博し、このコーナーで使われた挨拶「おっはー」は、2000年の流行語大賞にも選ばれ、CDやグッズも発売された。一方、企画の性質上早朝の収録だったため、本人の過密なスケジュールも相まって、香取に負担を強いた。放送の中で香取は「慎吾ママは楽しかった。でも、怒られ侍は辛かった…」と振り返っている。
しかし、2001年に入ると慎吾ママブームも落ちつき、10%台前半の視聴率が続くなど一時期の勢いはなくなった。また、中居・香取それぞれに2001年からレギュラー番組が増え（中居は4月に『ザ!世界仰天ニュース』、10月に『中居正広の金曜日のスマたちへ』の2本が、香取は10月に『SmaSTATION!!』がスタート）、ロケのスケジュールを確保しづらくなり、番組の方向転換を余儀なくされた。結果、2002年2月16日に番組終了を発表。同年3月23日の『サタ☆スマ最終回スペシャル』をもって『デリバリー・スマップ デリ!スマ』へ発展的終了となった。この際、番組を制作していたリーライダーすが制作から撤退した。番組終了時に、公式本発売並びに握手会が行われた。
番組終了から7年後の2009年5月18日には『SMAP×SMAP特別編』にて『サタ☆スマ』が特別に復活、放送された（詳細は後述）。

## 出演者
レギュラー
- 中居正広
- 香取慎吾

準レギュラー（不定期出演）
- ココリコ（遠藤章造・田中直樹、「境界線クイズ」など）
- 菅野美穂（「グチ電鉄」「収納美人」「境界線クイズ」）

## コーナー
文中にある「逆転企画」とは、2回行われた、中居と香取の企画を交換する特別企画の事。

### 中居のコーナー
中居パパの赤ちゃん預かります
応募してきた夫婦の子供をその夫婦の結婚記念日に中居が預かり、夫婦にはその間、外出してもらうという子守企画。最後には中居がその日について育児日記に短くつける。その日記は最後に夫婦にプレゼントされる。逆転企画時に香取もやった事がある。1回だけ菅野美穂も出演したことあった。2001年10月27日放送分では、中居が途中リタイアをした。
中居代行社
様々な事情で仕事ができなくなった人の仕事を代わりにやるという職業体験企画。仕事に不慣れな中居は、大半の回で従業員に注意されている。
中居正広の派遣社員
中居代行社とほぼ同じ内容の企画。
がんばれベアーズ
中居代行社で少年バスケットボールチームの監督をしたものが、発展して独立コーナーとなった。
すっきりさわやか！中居正広のグチ電鉄
貸し切られた都電の車内で、車掌の中居が相談者のグチを聞くという相談コーナー。稀に、助手として女優の菅野美穂も登場。相談者への文句を言ってはいけないルールだったが、余りに意味のわからないようなグチや、噓、自分の自慢だけを言ったり、果ては中居に会う事だけが目的の人も登場。このため相談終了後に相談者へのグチや嫌みを、特別にかばんの中にだけは言えた。2001年9月8日の放送から中居の「改名」発言で突然、「中居正広の人生相談鉄道」となった。
わすれもの番長
番長の格好をした中居が、応募した小学生視聴者の小学校へ行き、その小学生からリクエストされた忘れ物を、代わって自宅に取りに行くいう企画。家になかった場合は、中居が持っている番長特製シールがついている鉛筆などを貸していた。
中居の出張教習所
視聴者から寄せられた疑問を、中居が教えるという特別授業企画。逆転企画時に香取もやった事がある。
おつかいマーくん
食事すら取れないという貧乏学生などからの相談を受け、幼稚園児の服装になった中居が共に近所の家庭（主に団地）から食事を分けてもらい、依頼者にその食事をあげるというもの。もらった食事を食べる際には「いただきマーくん」という挨拶をしていた。

### 香取のコーナー
早稲田大学新入生を広末涼子に会わせる企画
1999年4月に早稲田大学に入学し、地方から上京してきた新入生を、同じく早稲田に入学が決まった広末涼子に会わせる企画。
香取は大学に赴いたりしたが、広末は入学初日から数か月も登校しなかったので会えることはなく、さらには当時主演していたフジテレビドラマ『リップスティック』の撮影が行われている撮影所の楽屋まで香取が潜入するも、それでも会うことはできなかった。しかし後日、広末側から香取と新入生宛にメッセージが送られ、これによってこの企画は終了した。
慎吾ママのこっそり朝御飯
番組の代表企画かつ母親代行企画。慎吾ママこと女装した香取（番組の設定上は別人ということになっている）が、多忙なお母さんを応援すべく、応募してきた視聴者の母親に代わって、早朝から朝食作りや家族の送り出しなどを引き受ける。「いつも忙しいお母さんに朝寝坊をさせてあげる」という狙いであったため、依頼者の母親には実施することを事前に教えず、朝まだき寝室に忍び込み、母親の目覚まし時計のアラーム機能を切ってから行っていた。また、慎吾ママはマヨネーズを見つけると「マヨチュチュ」と言いチューブを吸い、その際「良い子はマネしないでね♥」とテロップが出るのがお約束となっていた。
2007年には、香取が総合司会を務めた『FNS27時間テレビ みんな“なまか”だっ!ウッキー!ハッピー!西遊記!』内で『サタ☆スマ』放送末期の再登場以来約5年ぶりに復活した。さらに5年後の2012年には、香取のレギュラー番組『おじゃマップ』に出演、2015年には、中居が司会を務める音楽番組『UTAGE!』にも出演した。
SMAPのコンサートツアーでも2001年の『SMAP'00 "S map Tour"』・『SMAP '01 "pamS Tour"』・2002年の『SMAP '02 "Drink! Smap! Tour"』・2003年の『Live MIJ』(但し人形)・2014年の『Mr.S "saikou de saikou no CONCERT TOUR"』に登場した。
2021年からNHK Eテレで放送されている『ワルイコあつまれ』のコーナー「慎吾ママの部屋」にも登場している。
収納美人&リフォーム男爵
香取は男爵の格好で、菅野美穂は収納美人の格好で登場。視聴者からの依頼で、散らかってしまったその視聴者の部屋を片付けるだけではなく、収納・リフォームし、部屋を見事に変えてあげるという企画。
怒られ侍
侍の格好をした香取が、「後ろめたいことをしてしまったが、怖くてとても謝れない」という相談者のところまで行き、一緒に怒られながら謝罪すると言う企画。香取は『サタ☆スマ』で担当するコーナーの中でこれが一番苦手だったという。香取は登場する際ラジカセでBGMを流すが、一度ラジカセを壊されたことがある。慎吾ママ同様、2007年のFNSの日で『サタ☆スマ』放送末期以来約5年ぶりに復活した。逆転企画時、中居は2回ともこの「怒られ侍」担当で、超過酷な難関だった。そしてこのコーナーには一度キックボクサーの藤原敏男が怒り人として出演したこともある（2000年8月19日放送）。
リメイクマスター慎吾ルチェ
香取が「慎吾ルチェ」というキャラに扮し、洋服から子供部屋まで何でもリメイクする企画。相棒はフレンチ・ブルドッグの「カトリぃぬ」。
見届け忍者ハットリくん
2002年2月16日に放送されたコーナー。香取が忍術（?）を駆使して、子供のお使いをサポート。25歳で忍者、伊賀の里出身という設定。心得は姿を見せずに守る事らしい。だがその割には凡ミスが目立った。
千太郎企画
日本人とガンビア人のハーフである千太郎（見た目は完全に黒人だが、英語が話せない）の「演歌歌手になりたい」という夢をサポートする企画。しかし千太郎の彼女が妊娠し、諦めることに。千太郎は「西麻布ヒルズ」というコンビ芸人で、今でもステージで「昔は『サタ☆スマ』に出ていた」と述べることがある。
メッセンジャー慎吾
香取が視聴者に「仕事の楽しさ」を伝えるための職業体験企画。応募してきた視聴者の仕事を体験。中居の「中居正広の派遣社員」に似た企画。ほとんどが短期間のまとめ撮りだったらしく、収録から2年経ってようやくオンエアということもあった。

### その他のコーナー
ハミ☆スマ
番組終盤にあるスタジオコーナーで、番組内の中居・香取の秘エピソードを紹介する。
エンディング
次回予告と山下のテーマ曲の後に、香取がものまねをする。それが誰のものまねかを予想してはがきを送ると、正解者の中から抽選で50名にサタ☆スマオリジナルストラップが毎週プレゼントされた。このコーナーではたいていワイプで毎回答えの人が出て分かるようになっていた。

## スペシャル放送
毎年改編期（春、夏、秋、年末年始）には、☆なし『サタスマ』時代の「中居正広のボク生きII」を引き継いで、『サタ☆スマスペシャル中居正広のボク生き!境界線超特大号』と題したスペシャルが放送された。このスペシャルは『サタ☆スマ』の終了と共に消滅した。番組本編のスペシャルとしては1999年11月12日の『金曜エンタテイメント・今夜だけフライデースマップ!サタ☆スマが金曜日にやってきた』（フラ☆スマ）と2002年3月23日の番組最終回『サタ☆スマ中居&香取大家族スペシャル!!』の2回しか放送されなかった。

## テーマソング
- 「アトムの子」（1999年4月17日 - 2001年11月10日、2009年5月18日）
- 「LOVE GOES ON（その瞳は女神 (Goddess)）」（2001年11月17日 - 2002年3月23日）

### 慎吾ママの曲
番組内で香取が扮するキャラクター「慎吾ママ」は、「おっは〜」のフレーズとともに人気キャラクターとなり、CDが発売された。
慎吾ママのおはロック
2000年8月18日発売。プロモーションビデオにはSMAPのメンバーをはじめ、笑福亭鶴瓶、菅野美穂、久本雅美、おすぎとピーコ、乙武洋匡、萩本欽一、ジェームス・ブラウンなど、各界の著名人が数多く出演した。
慎吾ママの学園天国 -校門篇-
2001年8月22日発売。フィンガー5『学園天国』のカバー曲。

## サタ☆スマ2009 一夜限りの大復活スペシャル!!
- 『SMAP×SMAP』の特別編として（SMAPのメンバーである草彅剛の謹慎期間中）同番組内で『サタ☆スマ』が復活し、レギュラー時と同じく中居・香取が出演。
- 2009年5月18日の22:00 - 22:54に、その復活特番が放送された。当日行われたコーナーは『中居パパの赤ちゃん預かりますスペシャル』と『慎吾ママのこっそり朝御飯スペシャル』の2本。
- また『中居パパSP』にはノッチ（デンジャラス）夫妻の長女が登場し、『慎吾ママSP』には佐々木健介・北斗晶夫妻の自宅で朝食を作った[1]。
- 今回の復活版では、『SMAP×SMAP』の特別編および同番組内で放送されたことから、最後に表示される制作には、関西テレビも表示され、『SMAP×SMAP』と同じ「関西テレビ（上段）・フジテレビ（下段）」形式であった。

## コラボレーション
- めちゃ2イケてるッ! - 同じく土曜日後時間帯のフジテレビのバラエティー。2000年に数回放送された。「加藤ママのこっそり朝寝坊」として本当に一般の視聴者からハガキを募集し、極楽とんぼの加藤浩次が慎吾ママのパロディ・加藤ママとして相棒のナインティナイン矢部浩之扮するヤベッペとともにお母さんを助けに行った。ナレーションはめちゃイケ本来の担当・KYOYAではなく、本家の坂上みきが行った。
- 人にやさしく - 2002年2月2日放送分で、初の月9とのコラボとして、中居が「香取慎吾のファン」というおばさん達を連れて人にやさしくのロケにご案内するというツアーを行った。
- 森田一義アワー笑っていいとも! - スタッフが共通。2002年1月12日放送分で、1度だけコラボ企画も行ったことがある。
- SMAP×SMAP - スタッフが共通。1度だけコラボ企画も行ったことがある。
- おはスタ - 他系列のテレビ東京系生放送子供番組。慎吾ママ（慎吾）が、当時本家だったこの番組司会者・山寺宏一へ「おっはー」の使用承諾と公認を得るために直に生出演した。

## サタスマ
『サタスマ』は、1998年10月31日から1999年3月20日までフジテレビ系列で放送されたバラエティ番組で、「中居正広のボク生きII」と「少年頭脳カトリ」による2部構成のコンプレックス番組。各コーナーは、当該項目を参照。
- 19:00 - 19:30頃　「中居正広のボク生きII」
- 19:30頃 - 19:50頃　「少年頭脳カトリ」
- 19:50頃 - 19:53　「エンディング・中居と香取のそれぞれ別撮りによる掛け合い」

放送順は逆になることにもあったが、基本的に「ボク生き」が約30分、「カトリ」が約20分の放送時間だった。レギュラー放送終了後も、「ボク生き」は『サタ☆スマ』のスペシャル番組として、「カトリ」は『少年頭脳カトリ1999』として深夜枠で放送され、継続されることとなる。

## スタッフ
- 構成：鈴木おさむ、海老克哉、渡辺真也、堀田延、たむらようこ、天野慎也
- TD：稲田晃宏
- カメラ：藤本裕武、牧野浩人
- カメラアシスタント：長谷川哲也
- VE：芝崎明成
- 音声：平見進
- 音声アシスタント：大塚祐治
- 照明：佐藤博樹、おごもり晴文、田中健一
- 美術プロデューサー：井上幸夫
- 美術進行：吉田敬
- 大道具：樋口雄一郎
- 装飾：加川功
- 持道具：小林加代子
- 衣裳：山田斉
- メイク：中谷しのぶ
- かつら：新井智子
- 視覚効果：坂井郁美
- アクリル装飾：永山淳
- スタイリスト：宇都宮いく子
- フードコーディネーター：結城節子、尾身奈美枝
- タイトル：岩崎光明
- CG：田中秀幸、秋田結子、Sewedi、キャニットG、青木俊直
- 編集：川崎孝之、木村信彦、渡辺康子
- MA：日吉寛
- 音効：山本千秋（佳夢音）
- スチルカメラ：小柳法代
- 編成：小中ももこ
- 広報：猪熊伴子
- デスク：川上郁子
- TK：平井冴子
- FD：岡部統一
- AD：八木幹夫、小林裕美子、松本展子、荻野一二三、永原永晋、西谷理、新谷美佳、山本洋平、後藤俊久、久野公嗣、谷口将士、平岡大二郎、鳥越一夫
- AP：安達敦子、石川智徹、柳澤幸恵
- ディレクター：馬越崇史、戸渡和孝、石井浩二、清水泰貴、澤田親宏、今井洋介、宇津浩二、渡辺大祐、小林浩司、佐藤伸一、佐々木繁雄
- 制作プロデューサー：白根淳子
- 総合演出：李闘士男
- プロデューサー：荒井昭博、原田冬彦（以前は編成担当）
- 技術協力：イムプレス、FLT、TDKコア
- 制作協力：ジャニーズ事務所/ウイルスプロダクション、リーライダーす
- ナレーション：慎吾のVTR担当、坂上みき・中居のVTR担当、奥田民義（逆転企画時は逆）
- 制作著作 : フジテレビ

## ネット局
- フジテレビ系列各局（テレビ大分を除く）
- 青森テレビ（TBS系列）
- テレビ山口（TBS系列）
- 大分放送（TBS系列）